# Cine policíaco
El cine policíaco o cine policial es un género fílmico que se inició con Histoire d'un crime, de Ferdinand Zecca, en 1901. El argumento tiene generalmente una estructura sencilla, con introducción, desarrollo y desenlace. Usualmente al comienzo se ofrece al espectador los antecedentes de un grave crimen, acabando esta parte cuando efectivamente se comete dicho acto criminal y se arma el suspenso.
El nudo de la historia pasa a ser la dura lucha de los estamentos policiales, normalmente a cargo de un duro y experimentado policía, contra quienes cometieron el delito. Finaliza tradicionalmente con la detención, o también muy frecuentemente con la muerte de quien violó la ley. Este género está íntimamente ligado por tema y muchas veces estéticamente con el cine negro y el cine de gánsteres.